# Леопольд (великий герцог Баденский)
Леопольд (нем. Leopold von Baden; 29 августа 1790, Карлсруэ, Германия — 24 апреля 1852, Карлсруэ) — великий герцог Бадена с 1830 года.

## Престолонаследие
Леопольд был сыном герцога Карла Фридриха Баденского и его второй, морганатической, супруги Луизы Каролины Гейер фон Гейерсберг, получившей для себя и своих потомков титул баронов, а затем графов фон Гохберг. У Карла Фридриха были дети и от первого брака, и никто не ожидал, что эта линия прервется, а морганатические потомки смогут занять трон.
Не имея перспектив в Бадене, граф Леопольд фон Гохберг решил сделать карьеру во французской армии. Но в 1817 году стало очевидным, что правящая династия Бадена, происходившая от первой жены Карла Фридриха, вымирала по мужской линии: один за другим, мужчины Баденского дома умирали, не оставив сыновей. К 1818 году их осталось только двое: племянник Леопольда (правящий великий герцог Карл Баденский) и его дядя (Людвиг), не имевший законных детей. Династия столкнулась с серьёзной проблемой престолонаследия. Ситуация усугублялась соглашением о наследовании Бадена династией Виттельсбахов в случае пресечения мужской линии Церингенов: баварский король Максимилиан I был женат на старшей сестре великого герцога Карла Каролине и имел права на власть в Бадене. Чтобы спасти династию от исчезновения, великий герцог Карл в 1817 году издал династический закон, уравнявший его морганатических родственников Гохбергов с принцами и принцессами Баденскими и наделивший их полным объёмом прав членов династии.
13 февраля 1826 года был награждён орденом Св. Андрея Первозванного.
Леопольд стал великим герцогом Бадена в 1830 году после смерти своего единокровного брата — великого герцога Людвига I.

## Семья
Чтобы упрочить положение Леопольда как будущего правителя Бадена, великий герцог Людвиг решил женить его на Софии Шведской (1801—1865), дочери короля Швеции Густава IV Адольфа и Фредерики, сестры великого герцога Карла. Свадьба состоялась 25 июля 1819 года. У супругов родились:
- Александрина (1820—1904), замужем за Эрнстом II, герцогом Саксен-Кобург-Готским;
- Людвиг II (1824—1858), великий герцог Бадена в 1852—1858 годах;
- Фридрих I (1826—1907), великий герцог Бадена в 1858—1907 годах, регент в 1852—1858 годах[5];
- Вильгельм (1829—1897), предок младшей линии принцев Бадена, отец Максимилиана Баденского;
- Карл (1832—1906), женат на баронессе Розалии фон Бейст;
- Мария (1834—1899), замужем за Эрнстом Леопольдом, князем Лейнингенским;
- Цецилия (Ольга Фёдоровна) (1839—1891), замужем за великим князем Михаилом Николаевичем.